# نوئل بلیک
نوئل بلیک (انگلیسی: Noel Blake؛ زادهٔ ۱۲ ژانویهٔ ۱۹۶۲) بازیکن فوتبال اهل جامائیکا است.
از باشگاه‌هایی که در آن بازی کرده‌است می‌توان به باشگاه فوتبال استوک سیتی، باشگاه فوتبال پورتسموث، باشگاه فوتبال لیدز یونایتد، باشگاه فوتبال استون ویلا، باشگاه فوتبال اکستر سیتی، باشگاه فوتبال بیرمنگام سیتی، باشگاه فوتبال برادفورد سیتی، باشگاه فوتبال داندی، و باشگاه فوتبال شروزبری تاون اشاره کرد.